# Zaza (1923)
Zaza is een Amerikaanse dramafilm uit 1923 onder regie van Allan Dwan. Het scenario is gebaseerd op het gelijknamige toneelstuk uit 1899 van de Franse auteurs Pierre Berton en Charles Simon.

## Verhaal
Zaza is een gevierde revueactrice in Parijs. Wanneer ze met de diplomaat Dufresne kennismaakt, worden ze meteen verliefd op elkaar. Als ze erachter dat Dufresne in feite al getrouwd is, maakt ze een eind aan de affaire. Na de Eerste Wereldoorlog zien ze elkaar terug.

## Rolverdeling
| Acteur               | Personage         |
| -------------------- | ----------------- |
| Gloria Swanson       | Zaza              |
| H.B. Warner          | Bernard Dufresne  |
| Ferdinand Gottschalk | Hertog de Brissac |
| Lucille La Verne     | Tante Rosa        |
| Mary Thurman         | Florianne         |
| Yvonne Hughes        | Nathalie          |
| Riley Hatch          | Rigault           |
| L. Rogers Lytton     | Toneelmeester     |
| Ivan Linow           | Apache            |